# Afromarengo lyrifera
Afromarengo lyrifera là một loài nhện trong họ Salticidae.
Loài này thuộc chi Afromarengo. Afromarengo lyrifera được Fred R. Wanless miêu tả năm 1978.